# La Haye-Malherbe
La Haye-Malherbe ist eine französische Gemeinde mit 1374 Einwohnern (Stand 1. Januar 2022) im Département Eure in der Region Normandie. Sie gehört zum Arrondissement Les Andelys und zum Kanton Pont-de-l’Arche.

## Geographie
Die Gemeinde liegt rund 25 Kilometer südlich von Rouen, an der Grenze zum benachbarten Département Seine-Maritime. Nachbargemeinden sind:
- Saint-Pierre-lès-Elbeuf und Martot im Norden,
- Tostes im Nordosten,
- Montaure im Osten,
- Crasville und Surtauville im Süden,
- Vraiville im Südwesten und
- Saint-Didier-des-Bois im Nordwesten.

## Bevölkerungsentwicklung
| Jahr      | 1968 | 1975 | 1982 | 1990 | 1999 | 2006 | 2013 |
| Einwohner | 1046 | 1087 | 1218 | 1395 | 1450 | 1473 | 1476 |

## Persönlichkeiten
- Jean-Philippe Dojwa (* 1967), Radrennfahrer